# Mont Tilga
Le mont Tilga est une colline de 329 mètres de haut qui se dresse au milieu de la plaine à 8 kilomètres au nord de Condobolin en Nouvelle-Galles du Sud en Australie.
La tradition et la publicité font de ce sommet le centre géographique de la Nouvelle Galles du Sud.